# 한큐 한신 호텔

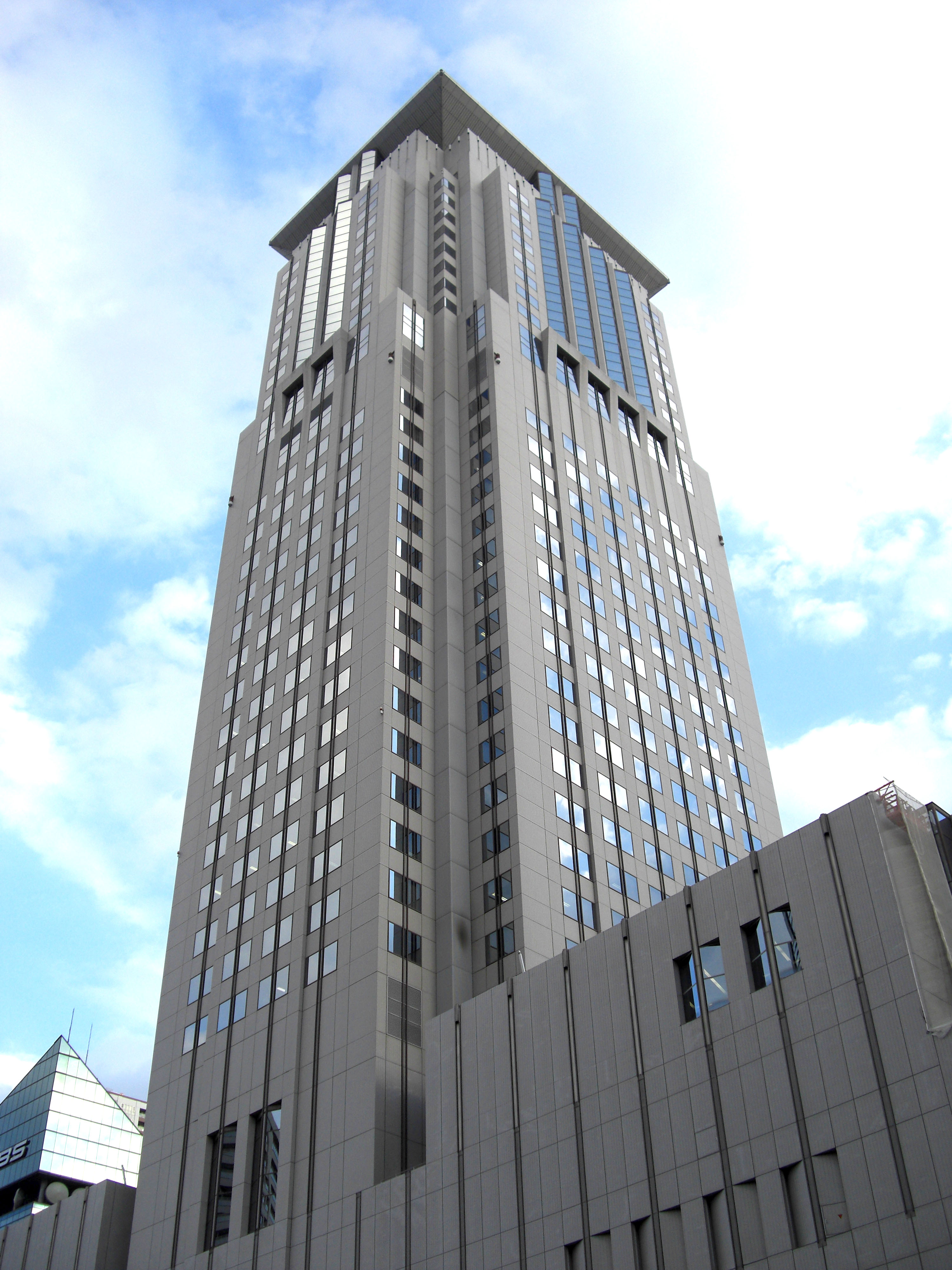
호텔 한큐 인터내셔널

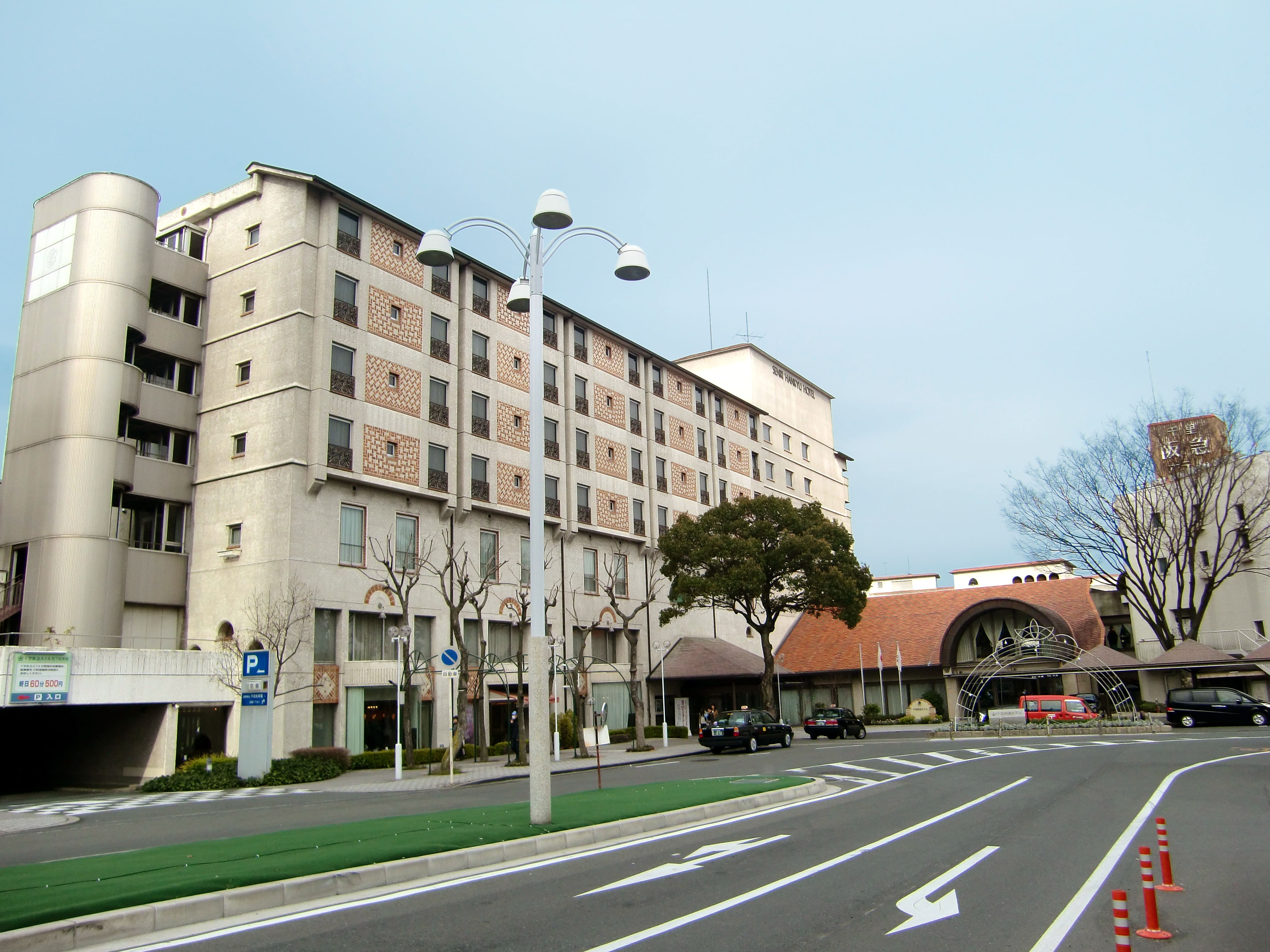
센리 한큐 호텔

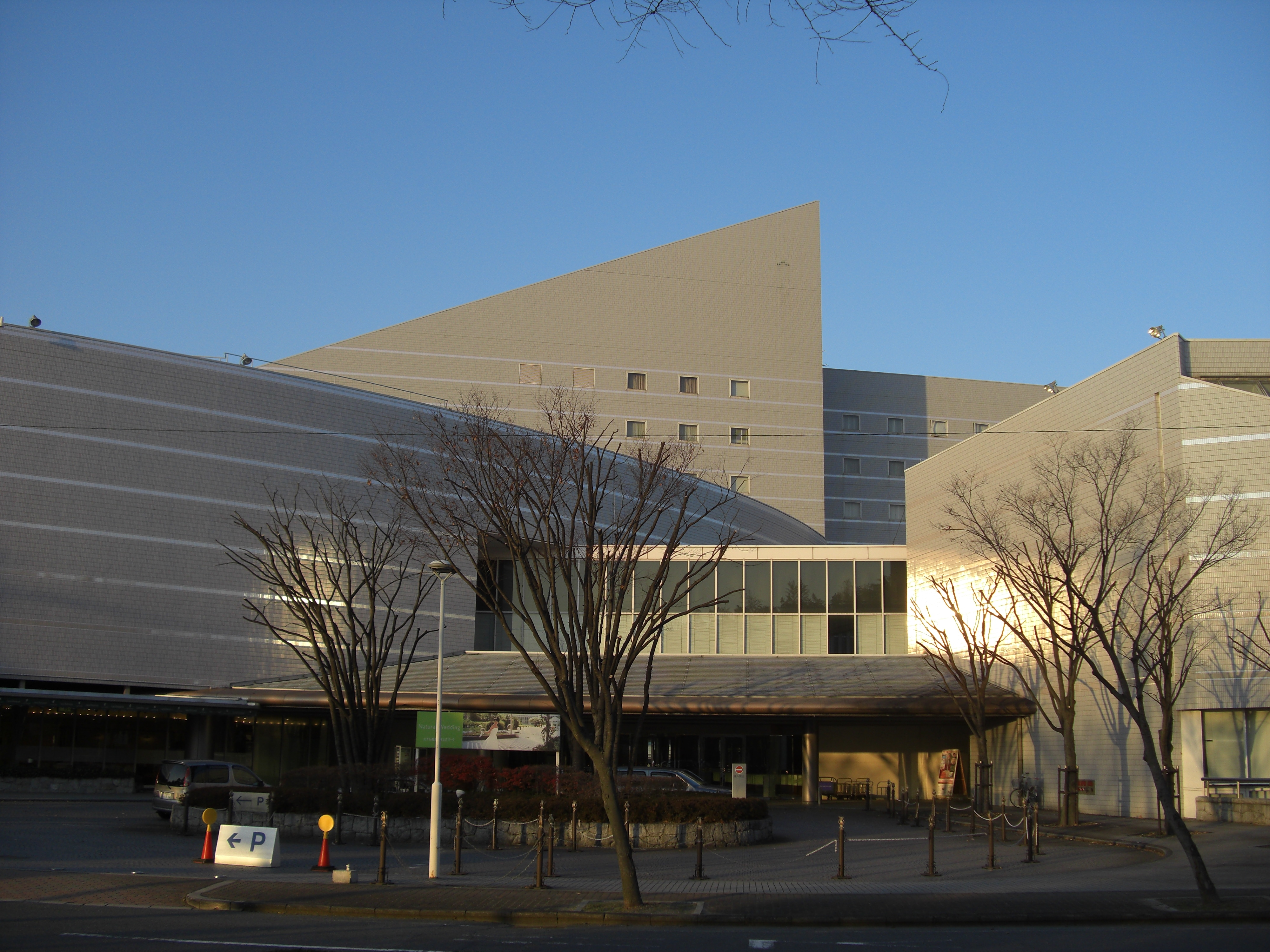
호텔 한큐 엑스포 파크

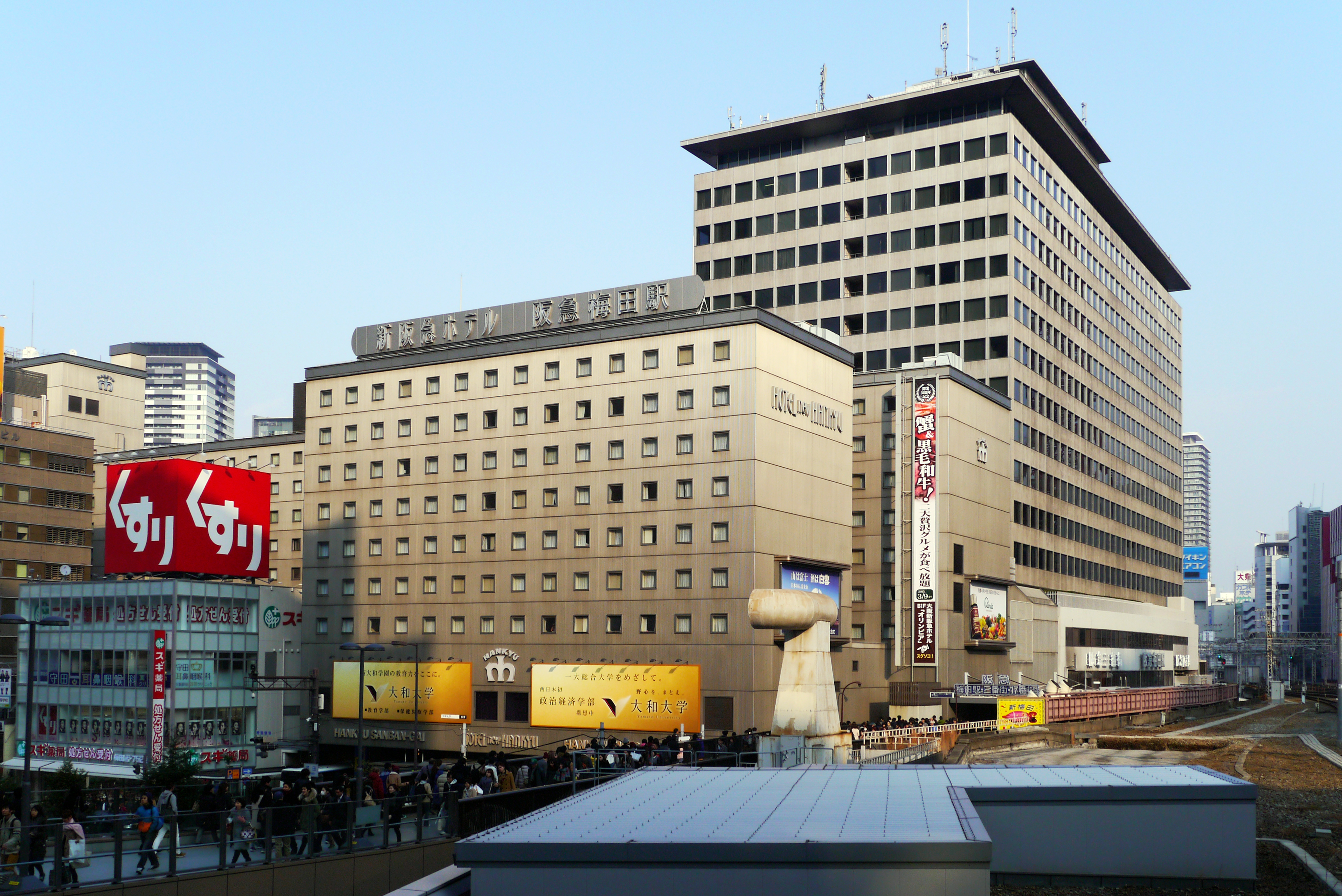
호텔 한큐 오사카

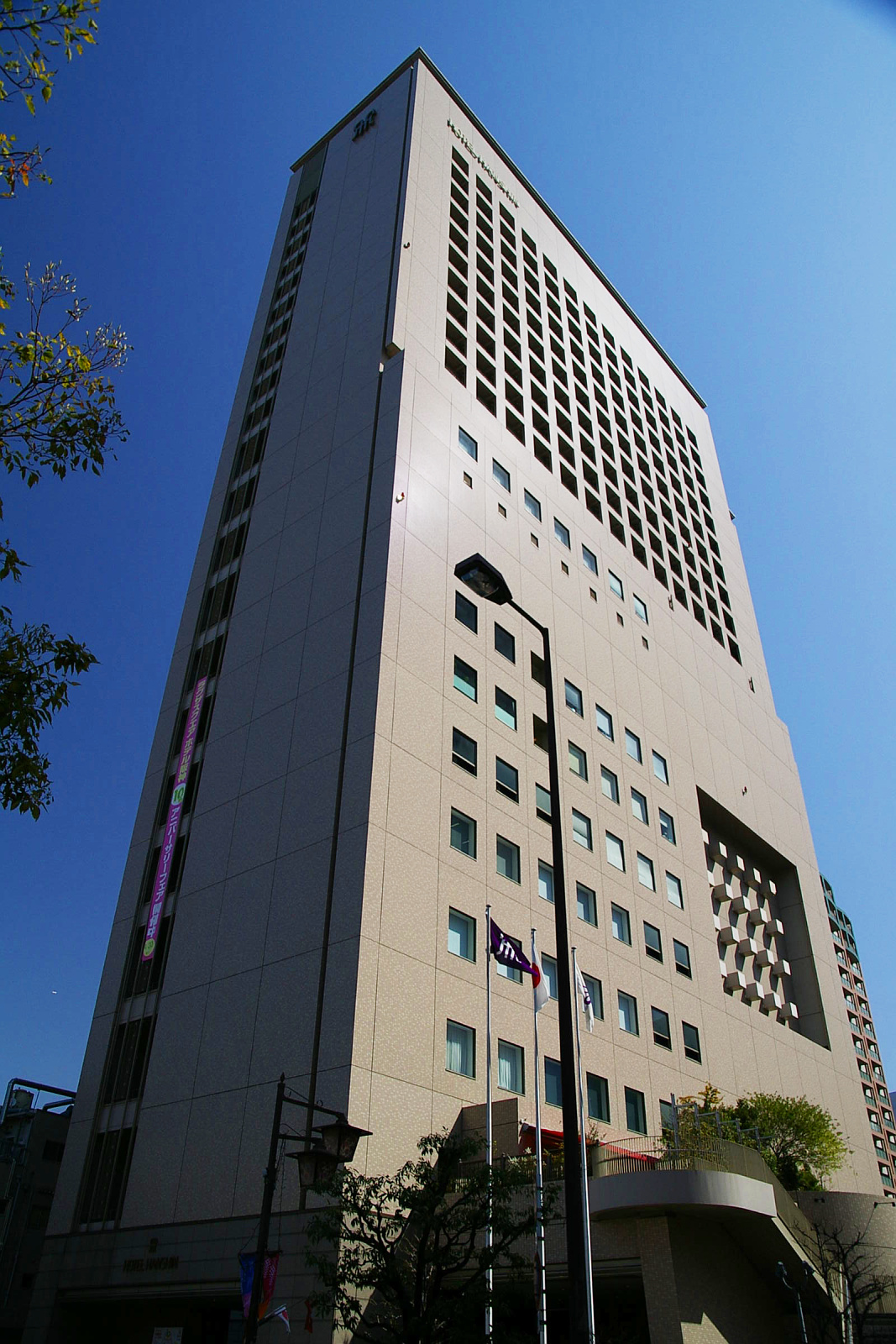
호텔 한신 오사카

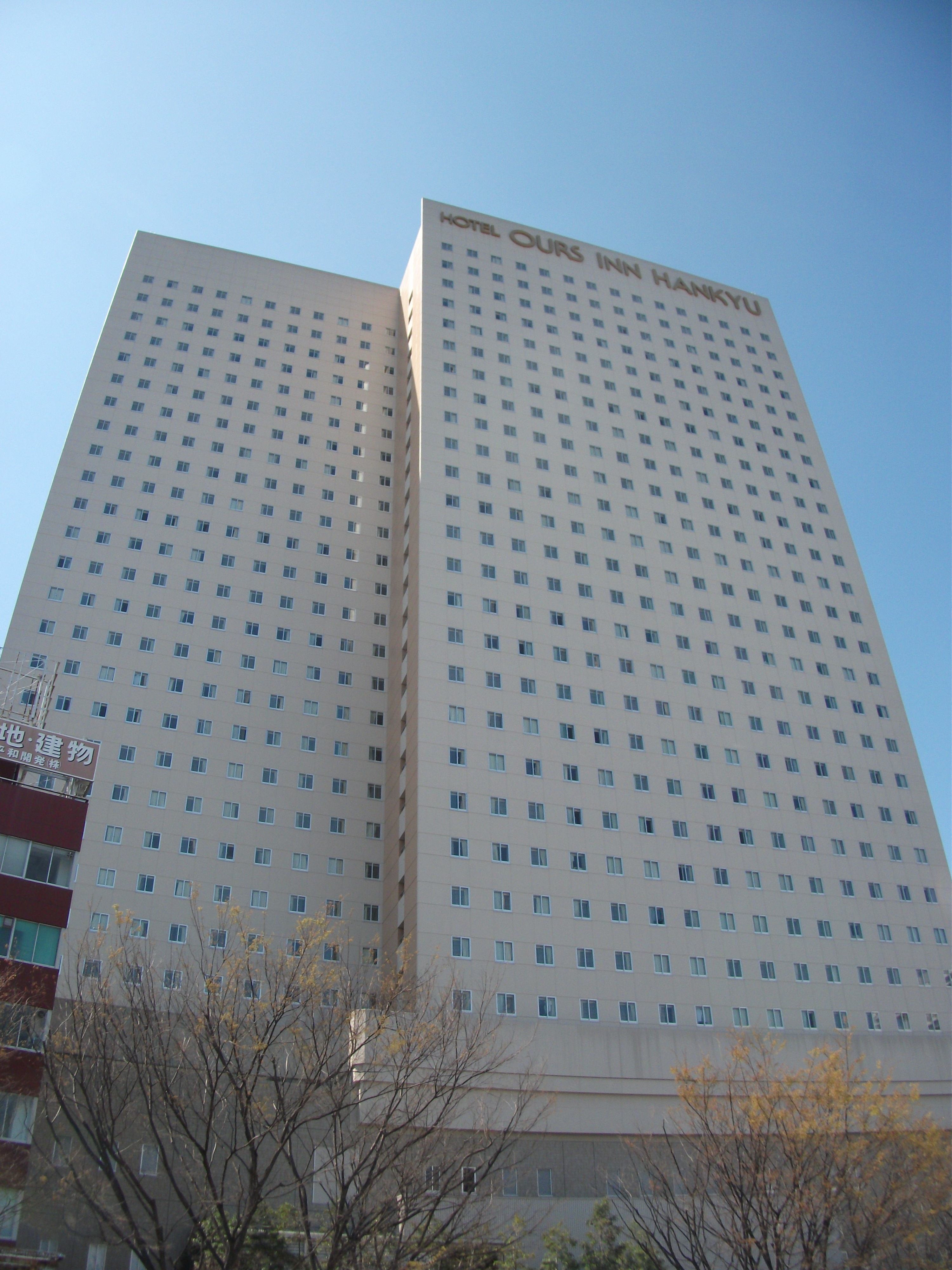
아워즈 인 한큐

주식회사 한큐 한신 호텔(阪急阪神ホテルズ, Hankyu Hanshin Hotels Company, Limited)는 한큐 한신 홀딩스의 자회사이며, 호텔 운영하는 회사이다. 한큐 한신 토호 그룹이 모기업이다. 그룹 이름은 "한큐 한신 제일 호텔 그룹"이다.
한큐 호텔·한큐스의 운영 기업의 다이이치 호텔과 호텔 한신이 합병된 기업이다.

## 같이 보기
- 한큐한신홀딩스